# Keigo Higashi
Keigo Higashi (東 慶悟, Higashi Keigo) est un footballeur japonais né le 20 juillet 1990. Il évolue comme milieu de terrain ou millieu offensif au FC Tokyo.

## Biographie
Le 28 septembre 2024, Keigo Higashi dispute sont 400eme matchs officiel avec sont club le Football Club Tokyo.